# Деревянные кресты
«Деревянные кресты» (фр. Les croix de bois) — французская военная драма 1932 года, поставленная режиссёром Реймоном Бернаром по одноимённому роману Ролана Доржелеса 1919 года.

## Сюжет
Франция 1916 года, «окопная война». Одиссея:
- Жильбера Демаши — студента юрфака, ушедшего добровольцем на фронт;
- Сульфара — заводского рабочего, который взял над ним шефство сразу после его прибытия на передовую;
- капрала Бреваля, который был кондитером в гражданской жизни, а теперь безуспешно ждёт письмо от жены; и их товарищей.

Однажды ночью они слышат шум копания под окопом: немцы закладывают мину. Солдатам нельзя покидать пост. Через двое суток приходит смена. Через пятнадцать минут после того, как рота покидает окоп, мина взрывается, унося жизни пятнадцати человек из новой смены.
Чуть позже рота получает приказ взять приступом какое-то село. Штурм длится десять дней, часть людей окружена на кладбище. Бреваль идёт за водой и получает пулю возле самого колодца. Демаши приносит его на спине. Умирая, Бреваль проклинает, а потом прощает свою жену. Все думают, что умрут на этом кладбище, но кому-то суждено было выжить. После победы, которая даётся им титаническими усилиями, всем ещё предстоит пройти строем через село.
Первым отпуск получает Сульфар. Вернувшись на фронт, он рассказывает Демаши, как посетил его родителей. Освобождение отменяют. Рота обустраивается в укреплённом окопе. Новый штурм и Сульфар ранен в руку. Ему ампутируют два пальца. Демаши ранен вдали от других. Он пытается продержаться до ночи. Санитары проходят мимо, не замечая его. Он умирает в темноте в одиночестве.